# خماسية أفينيون
خماسية أفينيون (بالإنجليزية: The Avignon Quintet)‏ هي سلسلة روايات للكاتب البريطاني لورانس داريل، نشرت بين عامي 1974 و1985.
تدور أحداثها بين قبل وأثناء الحرب العالمية الثانية في فرنسا ومصر وسويسرا.
والروايات الخمس هي:
- السيد 1974
- ليفيا 1978
- كونستانس 1983
- سيباستيان 1983
- كوينكس 1985